# Lago Huaytunas
El lago Huaytunas, a veces llamado lago Ginebra, es el lago amazónico más grande de Bolivia. Administrativamente se encuentra situado en el municipio de Exaltación de la provincia de Yacuma, en el departamento del Beni. Pertenece a la cuenca amazónica boliviana y se encuentra cerca de los ríos más importantes del país como el Mamoré. El lago Huaytunas, junto a otros lagos cercanos de tamaño considerable como el Rogaguado, la Laguna Guachuna y la Laguna La Porfía, forma parte de los Grandes Lagos Tectónicos de Exaltación.
A orillas de la laguna Huaytunas una expedición de científicos ha podido evidenciar restos arqueológicos, que sugieren una ocupación precolombina en la zona de los lagos.

## Superficie
Tiene una superficie exacta de 329,5 kilómetros cuadrados (km²), en unas dimensiones máximas de 35 km de largo por 16 km de ancho, además es un gran reservorio de agua dulce, concentra una gran variedad de vida silvestre.
Tiene dos islas pequeñas situadas en la costa este.